# China Doll (obra de teatre)
China Doll és una obra de teatre de dos actes de David Mamet sobre la corrupció política i la violència brutal. L'obra es va estrenar a Broadway a finals del 2015, i preveia tancar a curt termini a finals de gener de 2016. L'obra de dos actes només conté dos personatges que apareixen als escenaris al llarg de l'obra, Mickey i Carson.

## Argument

### Primer acte
Mickey és un ancià retirat operador i agent polític dels Estats Units que planeja un elaborat casament de maig a desembre amb uan jovesa promès que és ciutadana britànica. Mickey té previst retirar-se amb la seva gran fortuna i ha comprat un luxós jet privat fabricat a Suïssa per a ell i la seva futura esposa. Un es produeix un entrebanc quan Mickey rep una trucada telefònica a la seva oficina que indica que el pla d'estalvi lliure d'impostos de 5 milions de dòlars que tenia previst per a la seva compra de jet privat s'ha esfumat. Se suposava que el jet suís es mantindria fora dels Estats Units durant sis mesos perquè el sistema d'estalvi d'impostos de 5 milions de dòlars tingués èxit. Un mal funcionament aparentment trivial va fer que el jet aterés temporalment al sòl dels Estats Units i, aparentment, invalida el sistema d'estalvi d'impostos de Mickey. No només això, sinó que, després que el jet arribi definitivament al seu destí original a Toronto, el seu únic passatger, la seva promesa, és sotmesa a un escorcoll complet mentre se li nega l'entrada al Canadà. Mickey es mostra agressiu quan rep aquest informe telefònic a la seva oficina. Amenaça amb renunciar a l'entrega del jet sobre el que encara no s'ha fitxat del tot, i sospita de malifetes d'un nou candidat polític i contendent als EUA amb qui té una història. Mickey comença a sospitar que el nou candidat, conegut per ell com "el noi", és la font de molestar el règim d'estalvi d'impostos de 5 milions de dòlars de Mickey i provocar el fals informe a Toronto que va fet que a la seva promesa se li negui l'entrada al Canadà.

### Segon acte
L'endemà al matí, Mickey s'adona que pot haver-se sobrepassat en atacar el fabricant de jet, el seu ajudant Carson i els operadors polítics de "El noi". El "Noi" és el proper governador del seu estat, amb molts llaços interns i amb influències al govern federal. El pitjor malson de Mickey es fa realitat quan rep una trucada telefònica a la seva oficina dient-li que "el nen" ha tirat de favors al govern federal per aconseguir que a Mickey se l'acusi formalment d'una acusació federal per violació i conspiració contra la Llei de pràctiques corruptes a l'estranger, ja que la compra del jet que organitzava té origen en la fabricació suïssa a partir d'un contracte suís. L'única cosa que té Mickey és un fitxer de draps bruts polítics que ha obtingut de les oficines polítiques d'"el noi", i Mickey l'utilitza per fer un acord per telèfon per tal de lliurar-se de l'acusació federal contra ell de la Llei de pràctiques corruptes a l'estranger. L'acord requereix que el seu ajudant, Carson, n'estigui d'acord, ja que els marshalls federals ja han estat enviats per arrestar Mickey. Carson decideix que no es pot confiar en Mickey i que Mickey vendrà a Carson com a part de l'acord. Carson decideix oblidar-se del fitxer de Mickey just davant dels seus ulls i plantejar-se el seu propi pla exonerador. Mickey salta sobre Carson abans que Carson pugui sortir per la porta i el fereix mortalment amb un model a escala metàl·lica del jet que estava a punt de comprar. Quan sent que els marshalls federals enviats truquen a la porta de la seva oficina, Mickey torna a invertir les seves tàctiques i comença a autolesionar-se mentre crida als marshalls que es troben darrera la porta, "Ajudeu-me ... Will ... Will ... Oh Déu meu. Ningú ajudarà a un ancià ...? ", A la darrera cau la cortina quan finalitza l'obra.

## Llista de personatges
- Mickey, operador polític d'edat avançada que es jubila.
- Carson, el seu ajudant i secretari.

Diversos personatges fora de l'escenari es representa que participen en una conversa telefònica amb Mickey mentre Mickey es troba a la seva oficina privada, les veus dels quals no s'escolta durant l'obra, sinó que només es dedueix per la interacció de Mickey amb ells parlant per telèfon a l'escenari.

## Producció
L'obra va començar les preestrenes a Broadway al Gerald Schoenfeld Theatre el 21 d'octubre de 2015 amb l'obertura oficial programada originalment per al 19 de novembre. El 9 de novembre de 2015 els productors van anunciar que l'obertura oficial es va traslladava al 4 de desembre de 2015, afirmant "El moviment permet a l'equip creatiu un temps addicional per treballar en l'obra abans de la seva estrena mundial." L'obra es va estrenar el 4 desembre 2015 en una participació limitada a 97 representacions.
Al Pacino interpretava al bilionari "Mickey Ross" i Christopher Denham al seu assistent "Carson" en l'obra de dos personatges. L'obra és dirigida per Pam MacKinnon, amb escenografia de Derek McLane, il·luminació de Russell H. Champa i vestuari de Jess Goldstein.
Pacino va dir del seu personatge i la seva obra: "... un dels papers més desagradables i desafiants que m'han donat per explorar a l'escenari. És un regal especial originar un paper al Teatre, especialment escrit per un formidable escriptor. I no ho he fet durant molt de temps ...' "
El 21 de gener de 2016, Playbill va informar que el productor de l'obra Jeffrey Richards va resumir el curtmetratge de Broadway afirmant: "En última instància, ha estat molt gratificant pel treball realitzat durant la realització de l'obra. El final ha estat canviat pel dramaturg i el públic ho han adoptat recentment, cosa que ha estat molt encoratjadora."

## Recepció
La recepció crítica per China Doll ha estat en gran manera negativa. Michael Riedel, columnista del teatre per al New York Post, va anomenar-lo una "obra nova terrible" ... "Les audiències prèvies no en tenen res. L'Èxode a la transmissió és pràcticament una estampida, i algunes fonts diuen que alguns han exigit iradament reemborsaments."
Després d'una reestrena de l'obra, la crítica de desembre de 2015 a The New York Times va dir que "Un dels majors problemes (encara que no l'únic) per comprendre China Doll és que l'actuació del senyor Pacino no és fàcil de seguir en termes de contingut, personatge o subtext. Hi ha hagut evidències més que suficients per certificar que el senyor Pacino és un geni de bona fe, així que suposem que hi ha raons per al que fa aquí."
La revisió de l'obra de gener de 2016 a la revista PopMatters va escriure "Per a totes les seves varietats, China Doll, que té una durada limitada al Teatre Gerald Schoenfeld de Manhattan, no és diferent al que Mamet ha escrit abans" i "En abstracte China Doll sona com un repte rigorós però factible; la interpretació continua sent la seva benvinguda. Aquesta obra de dos personatges i gairebé dues hores de teatre té, actualment, força impuls dramàtic per a un acte."